# Ignaz Schlifni
Ignaz Schlifni (* 18. Juli 1924 in Wolfsberg (Kärnten); † 15. August 2012 in Sankt Veit an der Glan) war ein österreichischer Kräutergelehrter bzw. Phytotherapeut und Sachbuchautor.

## Leben
Ignaz Schlifni kam in bescheidenen Verhältnissen im Kärntner Lavanttal zur Welt. Im Alter von 13 Jahren erkrankte Ignaz Schlifni an einer Meningoenzephalitis (Hirnhautentzündung mit Verdacht auf Hydrocephalus). Aufgrund der Schmerzen, die diese Krankheit hervorrief, wurde er auch von der Schulpflicht befreit. In den 1930er Jahren folgte der Umzug nach Leoben (Steiermark), wo die Familie zur Pacht lebte. Hier sollte der junge Ignaz Unterricht an der Zither erhalten. Die Lehrerin war bewandert in der Kräuterheilkunde und gab der Familie eine Arznei, die aus der Christrose (Helleborus niger) hergestellt war. Dies sollte zum Wendepunkt in Schlifnis Leben werden, denn die Krankheit konnte auf diesem Weg besiegt werden und auch die Schmerzen nahmen ihr Ende. Ab diesem Zeitpunkt spielten Heilpflanzen eine große Rolle im Leben des jungen Heranwachsenden und der Same wurde gelegt für die künftige Tätigkeit als Heilkräutergelehrter.

### Tätigkeit als Heilkräuterkundiger
Einige Jahre später folgte der Umzug in die ursprüngliche Heimat im Lavanttal, zu diesem Zeitpunkt war Ignaz Schlifni bereits ein junger Mann. Hier lernte er nach dem Zweiten Weltkrieg seine Frau Erna kennen, mit der er zwei Töchter (Nelly und Irmgard) bekam. Am Hof der Eltern legte er seinen ersten Heilkräutergarten an, wofür die Menschen in der Nachbarschaft Dankbarkeit empfanden, denn der Gang zu einem Arzt war oft mit Kosten verbunden. So begann Ignaz Schlifni schon früh damit, Menschen zu helfen und Gleichgesinnte zu treffen. Um seinen Lebensunterhalt zu verdienen, arbeitete er als Laborant in einer Apotheke in Klagenfurt, konnte aber nach einiger Zeit diese Tätigkeit nicht mehr ausführen, da die Herangehensweise in der Apotheke nicht mit seinen persönlichen Überzeugungen in Einklang zu bringen war. So folgte eine Anstellung als Sekretär in Sankt Veit an der Glan.
Im Dezember 1958 wurde von Ignaz Schlifni in Salzburg der „Verein zur Forschung und Förderung biologischer Heilverfahren und einer gesunden Lebensweise“ gegründet, der sich 1960 in
„Verein natürlichen Lebens“ (VNL) umbenannte. Diesbezüglich an seiner Seite zu nennen ist seine Mitarbeiterin Annemarie Lorbeer aus Klagenfurt, um möglichst viele Menschen im Land zu erreichen, zu vernetzen und Hilfesuchenden helfen zu können. Sitz des VNL war in der Ossiacher Straße 10, Sankt Veit. Mit Fleiß und Willen konnte der Verein innerhalb von 20 Jahren bis Ende der 1970er Jahre auf fast 27.000 Vereinsmitglieder kommen. Es kam in weiterer Folge zu einer Spaltung des Verein, was zur Folge hatte, dass ein neuer Verein gegründet wurde, der sich seit dem 22. Mai 1982 „Freunde naturgemäßer Lebensweise“ (FNL), später zunächst mit Sitz in Wörgl, nennt. Die FNL mit Hauptsitz in Hunnenbrunn ist heute Österreichs größter und ältester Kräuterverein.
Zentraler Bestandteil des Wirkens von Ignaz Schlifni war auch die Weitergabe von Kräuterwissen. Dies erlangte er zum einen durch das Anlegen von gut 60 Heil- & Schaugärten in Österreich und Deutschland. Beispielsweise eröffnete er am 6. September 1992 feierlich den „1. Vorarlberger Heilpflanzen Lehr- und Schaugarten“ in Lustenau. Zum anderen initiierte er die Pflanzenausbildung „Volksheilkundlicher Kräuterkurs nach Ignaz Schlifni“ zum diplomierten Kräuterexperten. Viele Wegbegleiter der ersten Stunden lehren ihr Wissen auch noch heute an der 2010 von Bundesobfrau Sieglinde Salbrechter zu Ehren Ignaz Schlifnis gegründeten „FNL Kräuterakademie nach Ignaz Schlifni“. Auch in den Wimitzer Bergen liegt auf 1180 m ü. A. ein FNL-Kräutergarten, der vielen Kärntnern bekannt ist. Unter anderem trug er schon in den 1970ern als Heilpflanzenexperte beim Österreichischen Imkerbund vor.
Zu seinen Schülern zählte unter anderem auch die Journalistin und Autorin Siegrid Hirsch (* 1949). Unter anderem geht der Beiname „Kindsmacher“ des Ruprechtskrauts auf dessen von Schlifni angeblich beobachtete „empfängnisfördernde“ Wirkung zurück. Schlifni war ein jüngerer Zeitgenosse der Kräuterkundigen und Autorin Maria Treben.
Schlifni verbrachte seine letzten beiden Lebensjahr im St. Veitener Seniorenheim „Haus Sonnenhang“ und starb im 89. Lebensjahr, am 15. August, dem Tag der Kräuterweihe. Er hinterließ unter anderem drei Enkel und vier Urenkel.

„Alles, was du zum Leben und Gesundbleiben brauchst, wächst in deiner Nähe.“

### Kräuterakademie nach Ignaz Schlifni
Um möglichst viele Menschen zu erreichen, wurde 2010 die Kräuterakademie nach Ignaz Schlifni gegründet. Seit deren Bestehen ist die Akademie im Wachsen begriffen und bietet Ausbildungen in Österreich, Bayern und Südtirol an.

### Weitere Verdienste
Weiters war er ein Vorreiter in Österreich im Bereich der Mineralsalze nach Wilhelm Heinrich Schüßler (Schüßler-Salze) und Pionier der Bio-Landwirtschaft.
Er war Mitglied der Freiheitlichen Partei Österreichs (FPÖ) und engagierte sich in der St. Veiter Stadtpolitik.
Seine Frau und er waren auch Mitglied der Sudetendeutschen Landsmannschaft in Österreich (SLÖ).

## Veröffentlichungen
- Schlag nach über Heilpflanzen. Einziges vollständiges Heilpflanzenlexikon für den deutschsprachigen Raum im Taschenbuchformat. ursprüngl. Titel: Heilpflanzen-Lexikon für den deutschsprachigen Raum im Taschenbuchformat (= Schlifnis Schriftenreihe. Band I). Verein Natürlichen Lebens, St. Veit an der Glan 1973 (14. überarbeitete Auflage: Ennsthaler Verlag, Steyr 2018), ISBN 978-3-85068-200-8.
- Schlag nach über Homöopathie. Mehr als 600 neue Behandlungsmöglichkeiten (= Schlifnis Schriftenreihe. Band II). 1997 (4. wesentlich überarbeitete Auflage: Ennsthaler Verlag, Steyr 2017), ISBN 978-3-85068-794-2.
- Schlag nach über Hausmittel (= Schlifnis Schriftenreihe. Band III). Ennsthaler Verlag, Steyr 2008, ISBN 978-3-85068-460-6.

## Ehrungen
Der regelmäßig von den FNL angebotene „Volksheilkundliche Kräuterkurs nach Ignaz Schlifni“ wurde von der Österreichischen UNESCO-Kommission als österreichisches Dekadenprojekt im Rahmen der Weltdekade „Bildung für nachhaltige Entwicklung“ (2005–2014) ausgezeichnet. Dem Verein „Freunde naturgemäßer Lebensweise“ sowie dem Tochterverein „Kräuterakademie der FNL nach Ignaz Schlifni“ wurde 2014 von der Kärntner Landesregierung das Kärntner Landeswappen in Anerkennung der jahrzehntelangen Arbeit und für das Engagement des Gründers verliehen.